# 제랄딘 펠라스
제랄딘 펠라스(Géraldine Pailhas, 1971년 1월 8일 ~ )는 프랑스의 배우이다.

## 출연 작품
- 더 소워 (2017)
- 뉴 라이프 오브 폴 슈나이더 (2016)
- 마르세유 시즌1 (2016)
- 모빌 에투알 (2015)
- 셀린! (2015)
- 메리 크리스메스! (2014)
- 디스어피어드 인 윈터 (2014)
- 포트레이트 오브 디 아티스트 (2014)
- SMS (2013)
- 영 앤 뷰티풀 (2013)
- 그의 어머니의 눈 (2011)
- 버스 팔라디움 (2010)
- 레베카 H. (2010)
- 스파이(들) (2009)
- 등산객 2 (2008)
- 디다인 (2008)
- 프라이스 투 페이 (2007)
- 당신을 생각해요 (2006)
- 가족의 영웅 (2006)
- 마하 2.6 - 풀 스피드 (2005)
- 돌아온 사람들 (2004)
- 너만을 기다리며 (2004)
- 5x2 (2004)
- 적(영어판) (2002)
- 장교의 병실 (2001)
- 아마도 (1999)
- 마법같은 이야기 (1998)
- 등산객 (1997)
- 코끼리의 섬 (1995)
- 르 가르슈 (1995)
- 돈 쥬앙 (1995)
- 스위트 룸 (1994)
- 눈과 불 (1991)